# Pinanga sclerophylla
Pinanga sclerophylla är en enhjärtbladig växtart som beskrevs av Odoardo Beccari. Pinanga sclerophylla ingår i släktet Pinanga och familjen Arecaceae. Inga underarter finns listade i Catalogue of Life.